# Esteban Dreer
Esteban Javier Dreer (Godoy Cruz, 1981. november 11. –) argentin születésű ecuadori válogatott labdarúgó, aki jelenleg a CS Emelec  játékosa.
A válogatott tagjaként részt vett a 2015-ös és a 2016-os Copa Américán.

## Statisztika
| Ecuador  | Ecuador | Ecuador |
| Év       | Mérk.   | Gólok   |
| -------- | ------- | ------- |
| 2015     | 1       | 0       |
| 2016     | 6       | 0       |
| Összesen | 7       | 0       |

## Sikerei, díjai
- FBK Kaunas
  - Litván bajnok: 2007
- Emelec
  - Ecuadori bajnok: 2013, 2014, 2015